# Stuorra Silisluobbal
Stuorra Silisluobbal är en sjö i Finland. Den ligger i kommunen Enare i landskapet Lappland, i den norra delen av landet, 1 100 km norr om huvudstaden Helsingfors. Stuorra Silisluobbal ligger 193 meter över havet. Omgivningarna runt Stuorra Silisluobbal är i huvudsak ett öppet busklandskap. Arean är 70,2 hektar och strandlinjen är 5,31 kilometer lång. Sjön  ingår i Neidenälvens huvudavrinningsområde. 
I övrigt finns följande vid Stuorra Silisluobbal:
- Kaskamus Silisluobbal (en sjö)